# セリドベの戦い
セリドベの戦い（セリドベのたたかい）は、ロシアのウクライナ侵攻のウクライナ東部攻勢において、ロシア軍およびドンバス分離主義軍とウクライナ軍との間で起きたドネツィク州ポクロウシク地区セルィドウェ（ロシア語名：セリドヴォ）を巡る戦いである。戦闘は2024年8月27日から10月29日まで継続し、ロシア軍の勝利に終わった。
2024年9月17日、ロシア軍はウクラインスクをほぼ無抵抗のうちに占領したのち、ヒルニクとセリドベへの進撃を開始した。
国家親衛隊第15旅団報道官によると、セリドベは一週間にわたって「複数の方向から絶え間なく攻撃を受けていた」とされ、2024年10月29日に陥落した。セリドベはポクロウシクの南東18キロに位置しており、これによりロシア軍はドンバス地方最大のウクライナ軍事拠点であるポクロウシクへの足掛かりを得た。

## 戦闘経過

### 交戦前史(2022年 - 2024年8月26日)
2023年12月15日、ロシア軍はミサイル攻撃を行い1人が死亡、3人が負傷した。
2024年2月14日、ロシア軍はセリドベを砲撃し３人が死亡し、12人負傷した。

### 両軍の交戦（2024年8月27日 - 10月29日）
ウクライナ内務省は2023年、傘下の国家親衛隊など準軍事組織の一部を7個の「攻撃護衛」旅団に編成した。そのひとつ、第15作戦任務旅団、通称「カラダフ旅団」を8月下旬にポクロウシク方面に派遣し、同市の南東十数kmに位置するセリドベ市方面でただちに戦闘を開始させていた。
10月までにウクライナ軍はロシア軍第2親衛諸兵科連合軍の自動車化狙撃連隊との交戦状態に入った。
2024年10月7日、捕虜となった「カラダフ旅団」の国家親衛隊員4人が殺害されているのが発見された。
10月23日までにロシア軍は戦線を3km以上突破し、ソロナ川沿いから大挙してセリドベ市に侵入した。同日、セリドベ市の建物の屋上でロシア国旗を掲げる兵士が確認された。
10月26日、ロシア軍部隊はセリドベの南を突っ切り、すぐ西のヴィシュネヴェに到達した。ロシア軍はヴィシュネヴェを制圧し、セリドベを半包囲した。セリドベは10月29日に陥落した。ロシア軍はすぐさまヴィシュネヴェ方面に進軍した。

## 評価
ウクライナ系メディア「Politics of the Country」によると、ロシア軍がヒルニクとセリドヴェを占領したことで、ロシア軍は東部戦線の重要な防衛拠点であるクラホヴェを西側から迂回できるようになる可能性があり、攻勢が強まることが予想されている。